# Kreis Soldin

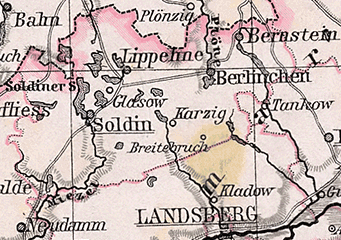
Das Kreisgebiet 1905

Der Kreis Soldin, bis ins 19. Jahrhundert auch Soldinscher Kreis genannt, war bis 1945 ein Landkreis in der preußischen Provinz Brandenburg. Das ehemalige Kreisgebiet gehört heute im Wesentlichen zum Powiat Myśliborski (Soldiner Kreis) in der polnischen Woiwodschaft Westpommern.
Der Kreis Soldin umfasste in den 1930er Jahren die vier Städte Berlinchen, Bernstein, Lippehne und Soldin sowie 62 weitere Gemeinden und einen Forst-Gutsbezirk.

## Verwaltungsgeschichte

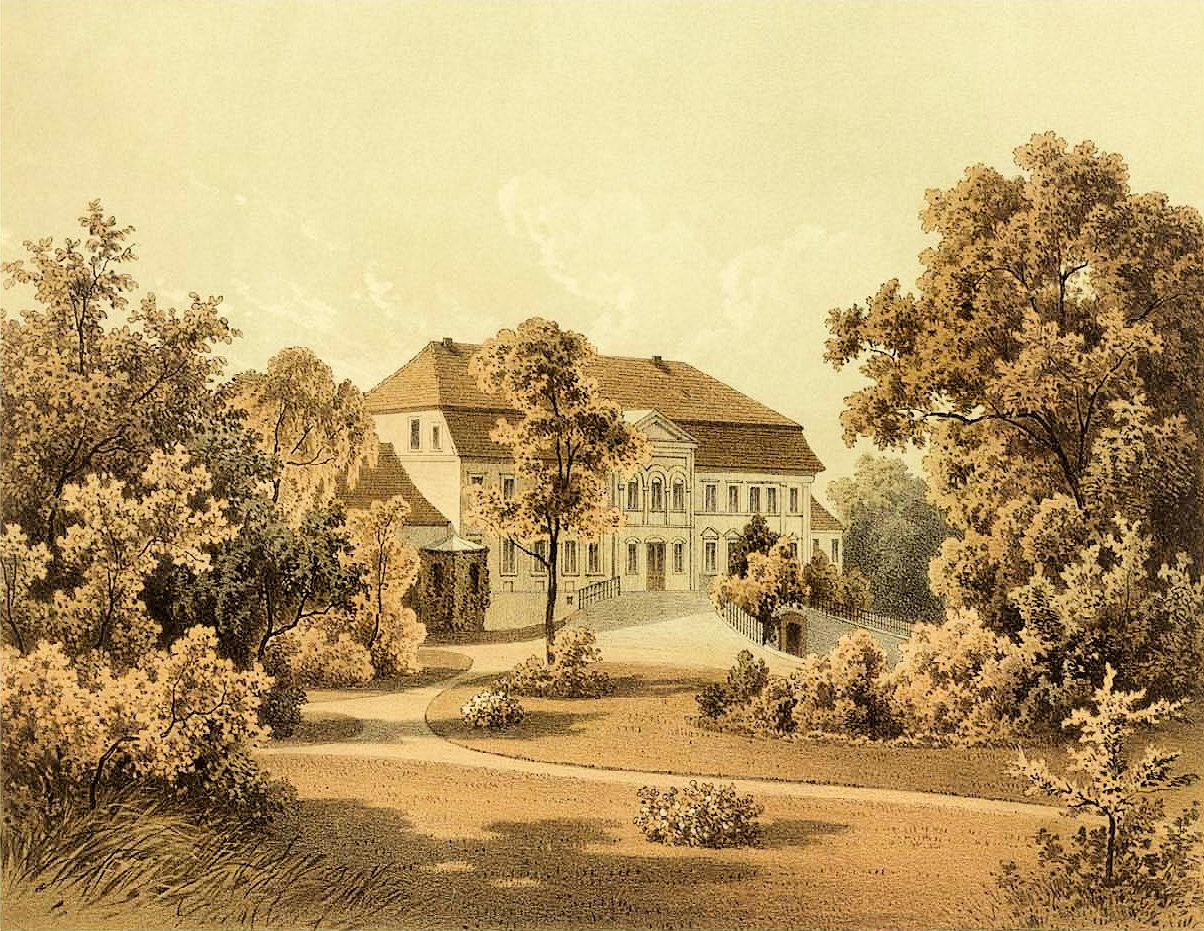
Schloss Rostin um 1860, Sammlung Alexander Duncker

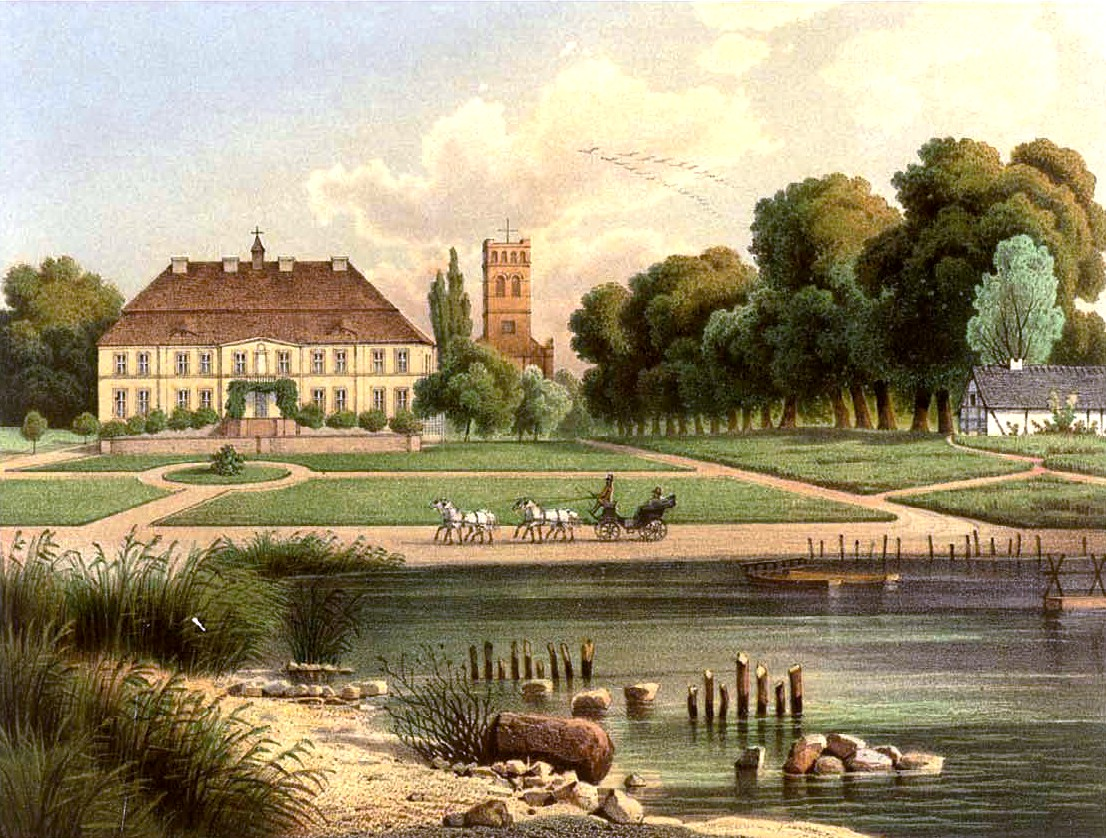
Schloss Hohenziethen um 1860, Sammlung Alexander Duncker

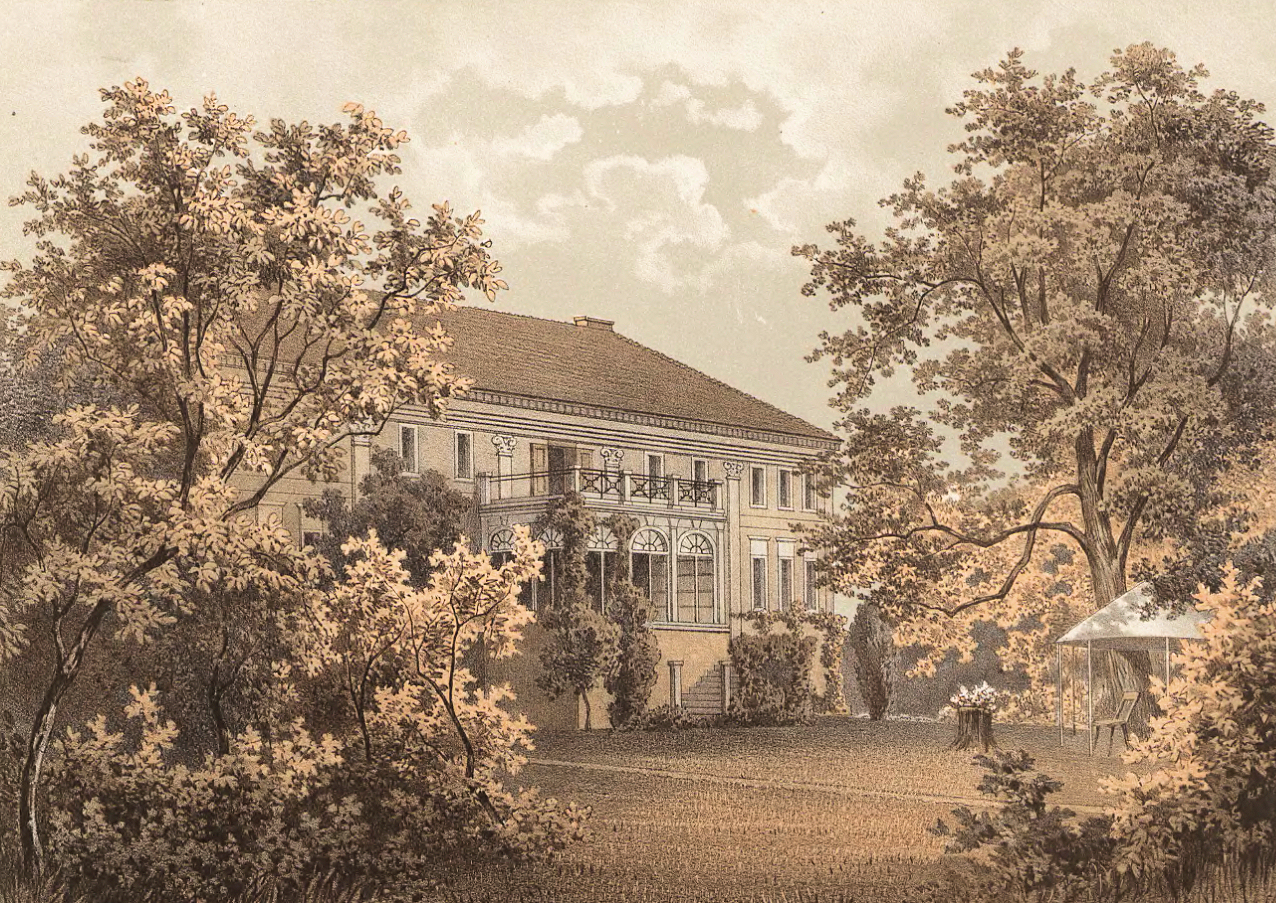
Rittergut Zernikow um 1860, Sammlung Alexander Duncker

### Königreich Preußen
In der nachmittelalterlichen Zeit bildete sich in der Mark Brandenburg eine Gliederung in Kreise heraus. Einer dieser historischen Kreise war der Soldinsche Kreis bzw. der Kreis Soldin, der einen der drei sogenannten Vorderkreise in der Neumark bildete.
Im Rahmen der Bildung von Provinzen und Regierungsbezirken in Preußen erfolgte 1816 im Regierungsbezirk Frankfurt eine Kreisreform, durch die der Kreis Soldin wie folgt verändert wurde:
- Aus dem Kreis Arnswalde wechselten die Stadt und das Amt Bernstein sowie die Orte Bärfelde, Krining, Niepölzig, Ruwen, Siede und Tobelhof in den Kreis Soldin.
- Aus dem Kreis Königsberg wechselten die Orte Dölzig, Hammer, Herrendorf, Kerkow, Ringenwalde, Rosenthal, Rostin, Rufen, Schildberg, Simonsdorf, Werblitz, Woltersdorf, Wusterwitz und Zernickow in den Kreis Soldin.
- Aus dem pommerschen Kreis Pyritz wechselten die Orte Bärfelde, Ehrenberg, Gerzlow, Hasselbusch, Liebenfelde, Mandelkow und Rehfeld in den Kreis Soldin.
- Aus dem Kreis Soldin wechselte der Ort Groß Mellen in den pommerschen Kreis Saatzig.
- Aus dem Kreis Soldin wechselten das Vorwerk Mützelburg und der bisher neumärkische Anteil von Naulin in den pommerschen Kreis Pyritz.

Das Landratsamt des Kreises Soldin war in der Stadt Soldin.

### Norddeutscher Bund/Deutsches Reich
Seit dem 1. Juli 1867 gehörte der Kreis zum Norddeutschen Bund und ab dem 1. Januar 1871 zum Deutschen Reich. Am 1. Juli 1891 wurde der Gutsbezirk Briesenhorst aus dem Kreis Soldin in den Kreis Landsberg a./Warthe umgegliedert.
Zum 30. September 1928 wurden im Kreis Soldin entsprechend der Gebietsreform im Freistaat Preußen nahezu alle Gutsbezirke aufgelöst und benachbarten Landgemeinden zugeteilt. Gegen Ende des Zweiten Weltkriegs wurde das Kreisgebiet im Frühjahr 1945 von der Roten Armee besetzt. Nach Kriegsende wurde das Kreisgebiet von der Sowjetunion unter polnische Verwaltung gestellt. Die einheimische Bevölkerung wurde in der Folgezeit von den polnischen Verwaltungsbehörden vertrieben.

## Einwohnerentwicklung
| Jahr | Einwohner | Quelle |
| ---- | --------- | ------ |
| 1750 | 10.243    | [ 5 ]  |
| 1796 | 16.548    | [ 6 ]  |
| 1816 | 22.211    | [ 7 ]  |
| 1840 | 36.700    | [ 8 ]  |
| 1871 | 72.329    | [ 9 ]  |
| 1890 | 48.329    | [ 1 ]  |
| 1900 | 47.075    | [ 1 ]  |
| 1910 | 46.256    | [ 1 ]  |
| 1925 | 49.635    | [ 1 ]  |
| 1933 | 50.399    | [ 1 ]  |
| 1939 | 48.655    | [ 1 ]  |

## Landräte
- 1683–1715 Heinrich Wolf von Platen
- 1715–1735 Thido Christoph von Hagen
- 1736–1748 Johann Eitel von Brandt
- 1749–1758 Christian Friedrich von Küssow
- 1758–1765 Wilhelm Richard von Schöning
- 1765–1796 Christian Ludwig von Restorff
- 1796–1800 Wilhelm von Knobelsdorff
- 1800–1806 Carl Friedrich Ludwig von Schätzel
- 1806–1817 George August Friedrich von Sack
- 1817–1817 Henning August von Bredow
- 1817–1821 Adolph Lette
- 1821–1837 Wilhelm Stubenrauch
- 1837–1838 Albert Borsche (interimistisch)
- 1838–1840 Hermann Ludwig von Wedell
- 1840–1852 Hermann Alexander von Schrabisch
- 1852–1853 Heinrich Finck von Finckenstein
- 1853–1879 Rudolph von Cranach
- 1879–1901 Oskar von Weiß
- 1901–1918 Karl Krummacher
- 1918–1919 Hermann von Engelbrechten-Ilow
- 1919–1933 Max Berndt von Saldern
- 1933–1939 Johannes Danzig
- 1939–1945 Hans Georg von Ribbeck

## Kommunalverfassung

Landratsamt in Soldin (1912)

Mit Einführung des preußischen Gemeindeverfassungsgesetzes vom 15. Dezember 1933 sowie der Deutschen Gemeindeordnung vom 30. Januar 1935 wurde zum 1. April 1935 das Führerprinzip auf Gemeindeebene durchgesetzt. Eine neue Kreisverfassung wurde nicht mehr geschaffen; es galt weiterhin die Kreisordnung für die Provinzen Ost- und Westpreußen, Brandenburg, Pommern, Schlesien und Sachsen vom 19. März 1881.

## Verkehr
Im Kreis Soldin in der Neumark begann das Eisenbahnzeitalter mit der Stargard-Cüstriner Eisenbahn-Gesellschaft (SCE), die ihre Stammbahn über Soldin – Glasow erst 1882 eröffnet hat >116.a<. Ein Jahr später folgte als Abzweigung die „Glasow-Berlinchener Eisenbahn-Gesellschaft“ >116.a²<, die mit der (SCE) durch Betriebsführungsvereinbarungen verbunden war und nach einiger Zeit von ihr übernommen wurde. 1898 kam die Verlängerung von Berlinchen nach Arnswalde hinzu >116.a²< und 1899 die Linie Pyritz – Jädickendorf, die das Kreisgebiet nur im Nordwesten streifte >116.e<.
Im Osten des Kreises berührte ab 1902 die Kleinbahn Friedeberg-Alt Libbehne einige Gemeinden >115.k<.
Schließlich verband die Preußische Staatsbahn 1912 die Kreisstadt Soldin mit Landsberg an der Warthe >116.d<.

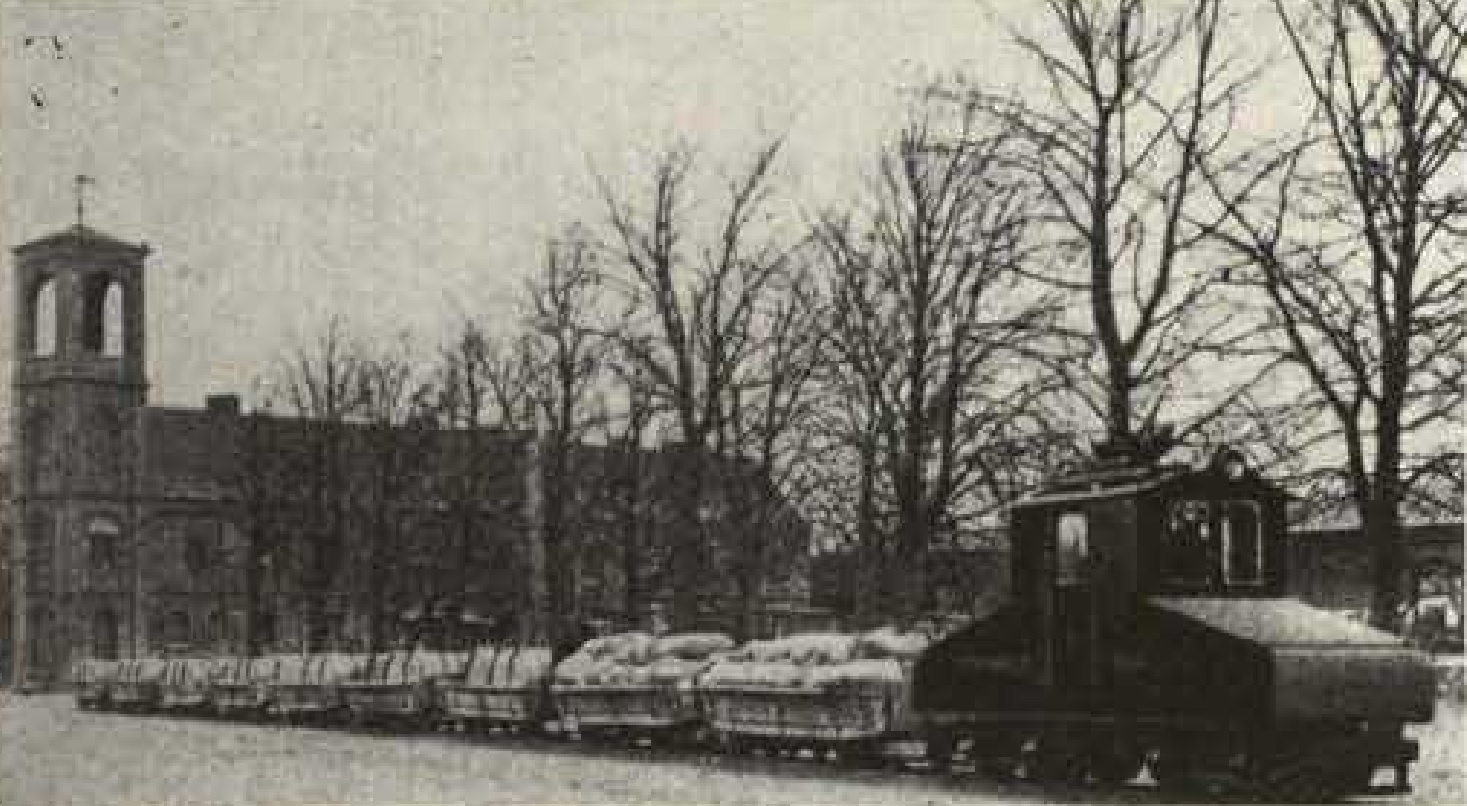
Elektrisch betriebene AEG-Transportbahn als Hof- und Feldbahn bei der Getreideeinfuhr auf dem Gutshof Bärfelde

Die elektrische Landwirtschaftsbahn des Ritterguts Bärfelde mit einer Spurweite von 600 mm verband um 1935 das Rittergut Bärfelde mit dem 9,5 km entfernten Bahnhof Ringenwalde an der Bahnstrecke Eberswalde–Fürstenberg/Havel.
Die Zahlen in >< beziehen sich auf das deutsche Kursbuch 1939.

## Städte und Gemeinden
| - Adamsdorf - Bärfelde - Batow - Berlinchen, Stadt - Bernstein, Stadt - Breitebruch - Brügge - Buchholz - Chursdorf - Deetz - Dertzow - Dieckow - Dölzig - Fahlenwerder - Gerzlow - Giesenbrügge - Glasow | - Griesenfelde - Groß Ehrenberg - Groß Mandelkow - Grüneberg - Hammer-Langestück - Hasselbusch - Hauswerder - Herrendorf - Hohengrape - Hohenziethen - Karlshof - Karzig - Kerkow - Kienitz - Klausdorf - Kleefeld - Kraazen | - Kremlin - Krining - Kuhdamm - Liebenfelde - Lippehne, Stadt - Mellentin - Mietzelfelde - Mückeburg - Nesselgrund - Neuenburg - Pitzerwitz - Rehfeld - Rehnitz - Richnow - Ringenwalde - Rosenthal - Rostin | - Rufen - Ruwen - Schildberg - Schöneberg - Simonsdorf - Soldin, Kreisstadt - Staffelde - Tobelhof - Trampe - Werblitz - Woltersdorf - Wusterwitz - Wuthenow - Zernickow - Zollen |

Die Gemeinde Mückeburg hieß bis 1934 Mückenburg.